# Стасенко, Николай Александрович
Никола́й Алекса́ндрович Стасе́нко (бел. Мікалай Аляксандравіч Стасенка; род. 15 февраля 1987, Рощино, Красноармейский район, Приморский край, СССР) — белорусский хоккеист, защитник. Воспитанник хабаровского хоккея.

## Карьера
Николай Стасенко начал свою профессиональную карьеру в 2004 году в составе клуба белорусской Экстралиги «Юность-Минск», выступая до этого за его фарм-клуб, а также вторую команду московского ЦСКА. За 5 сезонов в составе минчан Николай провёл 193 матча, в которых он набрал 55 (12+33) очков, трижды став за это время победителем белорусских первенств, добавив к этому серебряные и бронзовые награды турнира. Более того, в 2007 году Стасенко вместе с клубом стал обладателем Континентального кубка.
15 июля 2009 года, несмотря на слухи, связывавшие его с нижегородским «Торпедо», Николай принял решение вернуться в воспитавший его хабаровский «Амур». За 2 сезона в КХЛ Стасенко провёл на площадке 65 матчей, набрав 7 (0+7) очков. Перед началом сезона 2011/12 Николай продлил своё соглашение с хабаровчанами ещё на 2 года, однако во время предсезонных игр контракт был расторгнут, после чего Стасенко принял решение заключить соглашение с череповецкой «Северсталью».

### Международная
В составе сборной Белоруссии Николай Стасенко принимал участие в молодёжном чемпионате мира 2007 года. На взрослом уровне Николай выступал на чемпионатах мира 2010 и 2011 годов, а также Олимпийских играх 2010 года. На этих турнирах Стасенко провёл 16 матчей, в которых он набрал 5 (0+5) очков

## Достижения
- Чемпион Белоруссии (3): 2005, 2006, 2009.
- Серебряный призёр чемпионата Белоруссии 2008.
- Бронзовый призёр чемпионата Белоруссии 2007.
- Обладатель Континентального кубка 2007.

## Статистика
| Легенда | Легенда                    | Легенда | Легенда                   | Легенда | Легенда    |
| ------- | -------------------------- | ------- | ------------------------- | ------- | ---------- |
| И       | Количество проведённых игр | Штр     | Штрафное время            | +/−     | Плюс-минус |
| Г       | Голы                       | П       | Голевые передачи          | О       | Очки       |
| -       | Статистика неизвестна      | —       | Статистика не учитывалась |         |            |

### Клубная карьера
- a В этом сезоне в «Плей-офф» учитывается статистика игрока в Кубке Надежды.

### Международная
| Турнир   | Игр | Г | П | Очк | +/- | Штр |
| -------- | --- | - | - | --- | --- | --- |
| МЧМ-2007 | 6   | 0 | 0 | 0   | -3  | 25  |
| ОИ-2010  | 4   | 0 | 3 | 3   | +1  | 2   |
| ЧМ-2010  | 6   | 0 | 1 | 1   | +2  | 4   |
| ЧМ-2011  | 6   | 0 | 1 | 1   | +2  | 0   |